# 源氏大橋
源氏大橋（げんじおおはし）は、岐阜県大垣市の杭瀬川に架かる市道（高屋桧線）の橋である。
市道高屋桧線は大垣市の都市計画道路として開通した道路であり、大垣駅南口より西進し、養老鉄道をくぐり源氏大橋を経て、国道21号へ抜ける道路である。
連続鈑桁橋であるが、中央は斜張橋の主塔状の構造物がある。

## 概要
- 供用：1996年（平成8年）
- 延長：371.0m
- 橋の種類：連続鈑桁橋
- 区間：岐阜県大垣市宝和町 - 大垣市桧町

## その他
- 源氏大橋の名前の由来は、源氏大橋の下流約600mにある源氏橋に由来する。源氏橋のある道路は、「御首道」と呼ばれており、御首神社に由来する。また、源氏橋の西にある大垣市青墓町は、平安時代の源氏の美濃国の拠点であり、源朝長、源義朝、源義平にゆかりのある地である。
- 杭瀬川の河川敷にある南一色公園を跨ぐ。